# Polyphylla sikkimensis
Polyphylla sikkimensis är en skalbaggsart som beskrevs av Brenske 1896. Polyphylla sikkimensis ingår i släktet Polyphylla och familjen Melolonthidae. Utöver nominatformen finns också underarten P. s. albosparsa.